# Brzanka Everetta
Brzanka Everetta, brzanka klown (Puntius everetti) – gatunek słodkowodnej ryby z rodziny karpiowatych (Cyprinidae).

## Występowanie
Borneo i Sumatra.

## Charakterystyka
Ubarwienie żółte z dużymi czarnymi plamami. Osiąga długość około 10 cm.

## Dymorfizm płciowy
Samce są mniejsze i smuklejsze niż samice.

## Hodowla
Ryba ciepłolubna potrzebująca wody o temperaturze od 24 do 29 °C, miękkiej do 10°n, pH 5,5–7,2.